# Graham McRae
Graham McRae (Wellington, 5 de março de 1940 – Wellington, 4 de agosto de 2021) foi um automobilista neozelandês de Fórmula 1.
Obscuro representante da safra de pilotos nascidos na Nova Zelândia, ele participou apenas uma prova, o GP da Grã-Bretanha de 1973, pela Frank Williams Racing Cars (embrião da atual equipe Williams).
McRae morreu em 4 de agosto de 2021, aos 81 anos.

## Todos os Resultados na Fórmula 1
(legenda)
| Ano  | Equipe                     | Chassis         | Motor                | 1   | 2   | 3   | 4   | 5   | 6   | 7   | 8   | 9       | 10  | 11  | 12  | 13  | 14  | 15  | Pontos | Posição |
| ---- | -------------------------- | --------------- | -------------------- | --- | --- | --- | --- | --- | --- | --- | --- | ------- | --- | --- | --- | --- | --- | --- | ------ | ------- |
| 1973 | Frank Williams Racing Cars | Iso-Marlboro IR | Ford Cosworth DFV V8 | ARG | BRA | RSA | ESP | BEL | MON | SWE | FRA | GBR Ret | NED | GER | AUT | ITA | CAN | USA | 0      | NC      |